# Горбацевич, Дионисий Маркович
Дионисий Маркович Горбацевич (1895, Слуцкий уезд, Минская губерния, Российская империя — 1986) — американский писатель, публицист и общественный деятель белорусского происхождения.

## Биография
Родился в крестьянской семье. В 1913 году он отправился на заработки в США, где жил в Чикаго и работал на различных работах. В 1934 году Горбацевич решил навестить родителей, которые жили в СССР, путешествовал по СССР, позже описал свои наблюдения, сопоставляя увиденное со своими воспоминаниями довоенного времени, в частности отразив:
- социальное устройство советского строя и классы советского общества;
- агитацию и пропаганду;
- методы работы чекистов;
- бытовые условия жизни советских людей;
- сельское хозяйство и жизнь в глубинке;
- советскую кухню;
- цены на повседневные продукты;
- особенности функционирования чёрного рынка;
- религиозную политику;
- настроения просоветских деятелей в США и странах Западной Европы;
- интервью с рядовыми советскими гражданами и партийцами.